# Nashville (seriál)
Nashville je americký hudební televizní seriál. Tvůrcem seriálu je držitelka Oscara Callie Khouri. Seriál produkují R.J. Cutler, Callie Khouri, Dee Johnson, Steve Buchanan a Connie Britton. V seriálu hraje Connie Britton postavu Raynu Jaymes, legendární superstar country hudby. Na její paty však šlape Hayden Panettiere jako Juliette Barnes. Seriál měl premiéru na ABC 10. října 2012 a první epizodu sledovala přes 8,93 milionů diváků. Před premiérou byl pilotní díl dostupný na Hulu, iTunes a ABC.com.
Pilotní epizoda obdržela pozitivní ohlas u kritiků, zejména bylo chváleno psaní Callie Khouri, obsazení a vystoupení Connie Britton a Hayden Panettiere. Connie Britton byla nominovaná v kategorii Nejlepší herečka a Hayden Panettiere v kategorii Nejlepší vedlejší herečka na ceny na 70. ročníků udílení Zlatých glóbů, zatímco seriál byl nominovaný na cenu People's Choice a Writers Guild of America Awards. Connie Britton obdržela nominaci na Primetime Emmy Awards. Na 71. ročníku udílení Zlatých Glóbu obdržela Hayden Panettiere svojí druhou nominaci v kategorii Nejlepší vedlejší herečka.
9. května 2014 ABC obnovilo seriál pro 3. sérii, ta měla premiéru 24. září 2014. Po čtvrté řadě ABC seriál v květnu 2016 zrušila, autoři se však dohodli s countryovou televizní stanicí CMT, která objednala pátou řadu. Pátá řada měla premiéru 5. ledna 2017. Šestá a poslední řada se vysílala od 7. června do 26. července 2018.

## Produkce

### Vývoj a natáčení
Tvůrcem seriálu je Callie Khouri, držitelka Oscara za film Thelma a Louise v roce 1991 a v Nashvillu žila od roku 1978 do roku 1982.
11. října 2011 odkoupilo ABC od Callie originální koncept seriálu. Filmař R. J. Cutler se připojil k projektu jako exkluzivní producent. Nashville je produkován Lionsgate Television a ABC Studios. ABC objednalo pilotní epizodu 27. ledna 2012. Ta bylo natočená v březnu 2012 a režíroval ji R. J. Cutler. 11. května 2012 zařadilo ABC seriál do svého programu.10. října 2012 měl seriál na stanici premiéru. Od čtvrté epizody se namísto Jima Parriotta připojila jako exkluzivní producentka Dee Johnson. 12. listopadu 2012 byla seriálu doobjednaná celá řada, která byla zkrácená o jednu epizodu samotnými producenty (problémy v produkci).

### Casting
Prvním oficiálním členem obsazení se stal 14. února 2012 britský herec Sam Palladio, 17. února australská herečka a zpěvačka Clare Bowen, 22. února herec Jonathan Jackson, 23. února držitel ceny Emmy Powers Boothe. 29. února bylo oznámeno, že k seriálu se připojuje Hayden Panettiere, která získala roli Juliette Barnes. Robert Widsom byl obsazen do role Colemana Carlise 1. března, 5. března Eric Close získal roli Teddyho Conrada. 6. března bylo oznámeno, že Connie Britton získal hlavní roli Rayny James, 40leté country superstar. 13. března 2012 se k obsazení připojil Charles Esten jako Deacon Claybourne.
Během první sérii se k obsazení připojilo několik dalších herců. Judith Hoag se objevuje jako Tandy Hampton, sestra Rayny. Sylvia Jefferies hrála roli Juliette matky během první sérii. 29. srpna 2012 bylo oznámeno, že Kimberly Williams-Paisley se připojila k obsazení jako Margaret "Peggy" Kenter.
Pro druhou sérii bylo povýšeno na hlavní postavu hned několik rolí. Chris Carmack, který se objevil v šesti epizodách první série jako Will Lexington, který tají svojí homusexualitu. Lennon Stella a Maisy Stella, které hrají dcery Rayny. Aubrey Peeples a Chaley Rose se připojili k obsazení jako vedlejší role. Aubrey hraje Laylu Grant, novou zpěvačku v Nashvillu a Chaley Zoey, Scarlett kamarádku z dětství. Oliver Hudson byl obsazen do role výkonného ředitele nahrávacího studia Edgehill. Christina Chang získala roli Megan Vannoy, Will Chase roli Luka Wheelera a Charlie Bewley roli Charlese Wentwortha.
Pro třetí sérii, Will Chase a Oliver Hudson byli povýšení na hlavní postavy. Do role Sadie Stone byla obsazena držitelka ceny Tony Laura Benanti. Zpěvačka Brette Taylor byla obsazena do role Pam York a Alexa Pena-Vega jako Kiley, Gunnarova první láska. Tanečník Derek Hough se k obsazení připojil jako Noah West. Po přesunutí na stanici CMT bylo potvrzeno, že se Aubrey Peeples a Will Chase v seriálu neobjeví. Na druhou stranu bylo potvrzeno, že v páté řadě si zahraje Bridgit Mendler a to v roli Ashley Wilkenson, která je popisovaná jako sexy talentovaná internetová celebrita.

### Hudba
Exkluzivním hudebním producentem a skladatelem pro první sérii byl T-Bone Burnett manžel exkluzivní producentky a tvůrkyně seriálu Callie Khouri.Kvůli dalším projektům nebyl schopný pokračovat na seriálu a tak jeho práci převzal Buddy Miller.
2. října 2012 bylo oznámeno, že Big Machine Recods vydá všechny cover a originální písničky, které v seriálu zazněly. Písničky jsou napsány Johnem Paulem Whitem z The Civil Wars, Hillary Lindsey a Elvisem Costello. 13. listopadu 2012 Big Machine oznámilo uveřejnění The Music of Nashville: Season 1 Volume 1.
The Music of Nashville: Season 1 Volume 2 bylo vydáno 7. května 2013.Ve Velké Británii se vydal 23. září 2013 čtyř-diskový set The Music of Nashville, Season 1: The Complete Collection. The Music of Nashville: Season 2, Volume 1 se vydalo 10. prosince 2013.
K digitálnímu stažení bylo vydáno 22. dubna 2014 album hudebních vystoupení v televizním speciálu Nashville: On the Record. Další alba, která byla zveřejněna
- Clare Bowen jako Scarlett O'Connor: Season 1 (29. dubna 2014, 13 písniček)
- Hayden Panettiere jako Juliette Barnes: Season 1 (6. května, 16 písniček, včetně dvou verzí "Undermine" a "Consider Me")
- Hayden Panettiere jako Juliette Barnes: Season 2 (13. května 2014, 9 písniček)
- Clare Bowen jako Scarlett O'Connor: Season 2 (13. května 2014, 9 písniček)
- Nashville obsazení a Lennon & Maisy Stella jako Maddie a Daphne Conrad (20. listopadu 2015, 11 písniček)

The Music of Nashville: Season 2, Volume 2 bylo vydáno 6. května 2014.
Christmas with Nashville: Season 2, Volume 2 bylo vydáno 4. listopadu 2014. Na rozdíl od ostatních alb, písničky na vánočním albu nebyly slyšeny v seriálu (kromě „Baby, It's Cold Outside). Album The Music of Nashville: Season 3, Volume 1 bylo vydáno 9. prosince 2014. The Music of Nashville: Season 3, Volume 2 bylo vydáno 12. května 2015 a The Music of Nashville: Season 4, Volume 1 byl vydáno 4. prosince 2015. Album Nashville: On the Record 3 (Live) bylo vydáno 16. prosince 2015. Album The Music of Nashville: Season 4, Volume 2 bylo vydáno 13. května 2016. Album Nashville: On the Record 3 (Live) bylo vydáno dne 16. prosince 2015. Album The Music of Nashville: Season 4, Volume 2 bylo vydáno 13. května 2016. Album The Music of Nashville: Season 5, Volume 1 bylo vydáno 10. března 2017. Album The Music of Nashville: Season 5, Volume 2 bylo vydáno 1. června 2017. Album The Music of Nashville: Season 5, Volume 3 bylo vydáno 10. srpna 2017. Od šesté řady bylo vydáváno EP každý týden, které obsahovalo skladby z jednotlivého dílu. Album The Music of Nashville: Season 6, Volume 1 bylo vydáno dne 23. února 2018. A poslední album The Music of Nashville: Season 6, Volume 2 bylo vydáno dne 27. července 2018.

## Děj seriálu
V prvních epizodách seriálu soupeří Rayna Jaymes s Juliette Barnes. Rayna je "Královna Country", její poslední album se neprodává zrovna dobře a na její tour se hraje pro polovinu prázdných sedaček. Její nahrávací společnost navrhuje, aby vystupovala jako předzpěvačka na tour Juliette Barnes, mladé a sexy zpěvačky, která je nejlépe prodávanou zpěvačkou country-popu. Rayna, která nemá ráda Juliette hudbu odmítne a vezme svou do vlastních rukou. Konflikt nastává, když obě ženy chtějí jako kytaristu na svojí tour Deacona Claybourna, Rayny bývalou lásku. Rayny život se začne více komplikovat, když její otec, milionář a obchodník Lamar Wyatt přesvědčí jejího manžela, aby kandidoval na starostu Nashvillu.
Další epizody následují životy zpěvaček country hudby, především tří žen: country superstar Rayny Jaymes, problematické hvězdy Juliette Barnes a nováčka zpěvačky-skladatelky Scarlett O'Connor.

## Postavy

### Hlavní postavy
- Connie Britton jako Rayna Jaymes
- Hayden Panettiere jako Juliette Barnes
- Clare Bowen jako Scarlett O'Connor
- Eric Close jako Theodore "Teddy" Conrad
- Charles Esten jako Deacon Esten
- Jonathan Jackson jako Avery Barkley
- Sam Palladio jako Gunnar Scott
- Robert Wisdom jako Coleman Carlise
- Powers Boothe jako Lamar Wyatt
- Chris Carmack jako Will Lexington
- Lennon Stella jako Maddie Conrad
- Maisy Stella jako Daphne Conrad
- Will Chase jako Luke Wheeler
- Oliver Hudson jako Jeff Fordham
- Aubrey Peeples jako Layla Grant
- Cameron Scoggins jako Zach Welles
- Kaitlin Doubleday jako Jessie Caine
- Jeff Nordling jako Brad Maitland

### Vedlejší postavy
- Judith Hoag jako Tandy Hampton (1.–2. řada)
- Sylvia Jefferies jako Jolane Barnes (1. řada)
- David Alford jako Bucky Dawes (1.–5. řada)
- Kourtney Hansen jako Emily (1.–5. řada)
- Melvin Kearney jako Bo (1.–5. řada)
- Ed Amatrudo jako Glenn Goodman (1.–5. řada)
- J. Karen Thomas jako Audrey Carlise (1. řada)
- Kimberly Williams-Paisley jako Margaret Peggy Kenter (1.–2. řada)
- Jay Hernandez jako Dante Rivas (1. řada)
- Michiel Huisman jako Liam McGuinnis (1.–2. řada)
- Rya Kihlstedt jako Marilyn Rhodes (1. řada)
- Chloe Bennet jako Hailey (1. řada)
- Tilky Jones jako Sean Butler (1. řada)
- Wycef Jean jako Dominic King (1. řada)
- Susan Misner jako Stacy (1. řada)
- Derek Krantz jako Brent McKinney (2. řada)
- Keean Johnson jako Colt Wheeler (3.–4. řada)
- Alexa PenaVega jako Kiley (3. řada)
- Laura Benanti jako Sadie Stone (3. řada)
- Brette Taylor jako Pam (3. řada)
- Moniqua Plante jako Natasha (3. řada)
- Derek Hough jako Noah West (3.–4. řada)
- Nick Jandi jako Dr. Caleb Rand (3.–4. řada)
- Christina Aguilera jako Jade St. John (3. řada)
- Kyle Dean Massey jako Kevin Bicks (3.–5. řada)
- Scott Reeves jako Noel Laughlin (3.–5. řada)
- Riley Smith jako Markus Kane (4. řada)
- Cynthia McWillams jako Gabriella Manning (4. řada)
- Scout Taylor-Compton jako Erin (4. řada)
- Mark Collie jako Frankie Gray (4. řada)
- Jessy Schram jako Cash Grey (4. řada)
- Alicia Witt jako Autumn Chase (4. řada)
- Rhiannon Giddens jako Hallie Jordan (5. řada)
- Jen Richards jako Allyson Del Lago (5. řada)
- Bridgit Mendler jako Ashey Wilkenson (5. řada)
- Murray Bartlet jako Jakob Fine (5. řada)
- Joseph David Jones jako Clay (5. řada)
- Joanie Stewart jako Shelia Goldfarb (5. řada)
- Christian Coulson (5. řada)
- Josh Stamberg jako Darisu (6. řada)
- Rainee Lyleson jako Alannah
- Nic Luken jako Jonah Ford
- Dylan Arnold jako Twig
- Ilse DeLange jako Ilse de Witt
- Mia Maestro jako Rosa
- Ronny Cox jako Gideon, Deaconův otec